# Odostomia didyma
Odostomia didyma är en snäckart som först beskrevs av Addison Emery Verrill och Katharine Jeanette Bush 1900.  Odostomia didyma ingår i släktet Odostomia och familjen Pyramidellidae. Inga underarter finns listade i Catalogue of Life.